# 7305 Ossakajusto
7305 Ossakajusto è un asteroide della fascia principale. Scoperto nel 1994, presenta un'orbita caratterizzata da un semiasse maggiore pari a 2,7426418 UA e da un'eccentricità di 0,2258311, inclinata di 14,46569° rispetto all'eclittica.